# Namalycastis tiriteae
Namalycastis tiriteae är en ringmaskart som beskrevs av Winterbourn 1969. Namalycastis tiriteae ingår i släktet Namalycastis och familjen Nereididae. Inga underarter finns listade i Catalogue of Life.